# Ecuba (Manfroce)
Ecuba è una tragedia per musica in tre atti di Nicola Antonio Manfroce su libretto di Jean-Baptiste-Gabriel-Marie de Milcent tradotto in italiano da Giovanni Schmidt.
La prima ebbe luogo il 13 dicembre del 1812 al Teatro di San Carlo di Napoli, nell'interpretazione di Marietta Marchesini Maillard (nel ruolo di Ecuba), Marianna Borroni (nel ruolo di Polissena), Manuel García (nel ruolo di Achille) e Andrea Nozzari (nel ruolo di Priamo).
In tempi moderni, è stata rappresentata nel 1990 al Teatro Gabriello Chiabrera di Savona, con Anna Caterina Antonacci nel ruolo di Polissena e la direzione di Massimo de Bernart.
Nel 2019 l'opera è stata proposta a Martina Franca (TA) in occasione della 45ª edizione del Festival della Valle d'Itria, in un allestimento curato da Pier Luigi Pizzi, con la direzione di Sesto Quatrini e con Lidia Fridman e Carmela Remigio ad alternarsi nel ruolo del titolo. L'allestimento, basato sull'edizione moderna curata da Domenico Giannetta e pubblicata dalle Edizioni del Conservatorio di Musica Fausto Torrefranca di Vibo Valentia, è stato trasmesso in diretta radiofonica su Rai Radio Tre e successivamente in televisione su Rai 5.

## Trama
Nel primo atto Polissena rivela alla propria ancella, Teona, di essersi innamorata di Achille, nonostante questi avesse appena ucciso in battaglia suo fratello Ettore (prima scena). Il re Priamo suggerisce al popolo di Troia di accettare il matrimonio tra Achille e Polissena per mettere fine alla guerra di Troia, scontrandosi però con il volere della regina Ecuba (scena II). Achille, sopraggiunto, rivela i suoi sentimenti per Polissena e riceve la benedizione di Priamo (scena III). Vengono celebrati i giochi in onore di Ettore (scena IV)
Nel secondo atto Achille e Polissena scambiano propositi d'amore in vista delle nozze (scena I). Giunge quindi Ecuba che, dopo aver fatto allontanare Achille (scena II), convince la figlia a colpire a tradimento il promesso sposo durante la cerimonia nuziale, per vendicare la morte di Ettore (scena III). Polissena, immersa in tristi pensieri, viene ornata dalle ancelle (scena IV), e quindi, rimasta sola, riflette sul suo amaro destino (scena V). Giunge Achille, che però viene trattato con freddezza (scena VI). Achille si rivolge allora ai sovrani, i quali, per opposti motivi, cercano di far mantenere alla figlia la promessa fatta per il bene della patria (scena VII).
Nel terzo atto si svolge la cerimonia nuziale nel Tempio di Apollo (scena I). Proprio mentre Polissena sta per prendere la parola giunge Antiloco ad annunciare che l'esercito greco ha fatto irruzione armato nella città di Troia. A nulla valgono i tentativi di Achille di professare la propria estraneità ai fatti: Ecuba ordina alle guardie di ucciderlo prontamente (scena II). Disperata, Polissena lancia un accorato appello di dolore agli dei (scena III). Priamo rimprovera aspramente la moglie per la decisione affrettata che ha compromesso definitivamente ogni tentativo di cercare un accordo con i nemici (scena IV). I soldati greci irrompono nel tempio, uccidono Priamo e rapiscono Polissena. Ecuba, rimasta sola, lancia la sua maledizione mentre la città è devastata dall'esercito nemico (scena V).

## Organico orchestrale
La partitura di Manfroce prevede:
- flauto, 2 oboe, 2 clarinetti, 2 fagotti
- 2 corni, 2 trombe, 3 tromboni (contralto e tenore, indicati come "tromboncini", oltre a un terzo trombone di registro grave), serpentone
- timpani
- arpa
- archi

## Poetica e interpretazione dell'opera
Ecuba, capolavoro di Manfroce, è stata accuratamente studiata da molta recente musicologia, come il m° Domenico Giannetta o il prof. Gianluca Corrado. In particolare, gli studi di Corrado hanno gettato una luce più chiara sull'esegesi dell'opera. Secondo questo studioso, infatti, essendo stata composta ai tempi dell'anno culminante delle guerre napoleoniche, il 1812, la citazione dell'anno di composizione non sarebbe casuale ma rappresenterebbe un qualcosa di molto rilevante. In un anno così cruciale per la storia europea, il sacrificio della felicità personale, dei singoli, sull'altare di una ragion di stato che potrebbe parere indigesta ma necessaria, doveva essere il messaggio ultimo di quest'opera. È stato infatti evidenziato come Ecuba rappresenterebbe un'opera commissionata da Barbaja a Manfroce non in modo casuale, ma con un preciso intento politico, ideologico, propagandistico. Infatti, dopo il vertice politico e militare delle guerre napoleoniche, anche la parabola politica e militare di Napoleone stava volgendo al termine, proprio nel periodo di maggiore fulgore artistico e compositivo per Manfroce. Il giovane musicista, allora promettente rampollo della Napoli dove regnava Murat, compose un'opera in cui la felicità di una principessa sconfitta (Polissena, che voleva sposare il valoroso Achille) viene osteggiata da una madre vendicativa (Ecuba), che non comprende che la città di cui era regina è stata definitivamente sconfitta e niente può più essere fatto per riavere la gloria del passato. Ecuba dovrebbe accettare questo matrimonio tra Polissena e Achille, propiziato peraltro dagli abbondanti cori festanti e da Priamo; la sua ostinata volontà contraria, invece, non fa altro che precipitare la situazione verso la catastrofe. L'élite culturale murattiana affidò quindi a Manfroce un preciso messaggio, da trasmettere al pubblico napoletano della prima miscendo utile dulci: le passioni private e personali devono tacere di fronte alla superiore (anche se sgradita) Realpolitik dei vincitori in guerra (ai tempi della guerra di Troia, i Greci sui Troiani; nel 1812, i francesi sui Borbone).

## Cast della prima assoluta
| Ruolo      | Registro vocale | Interprete                   |
| ---------- | --------------- | ---------------------------- |
| Ecuba      | soprano         | Marietta Marchesini Maillard |
| Polissena  | soprano         | Marianna Borroni             |
| Achille    | tenore          | Manuel García                |
| Priamo     | tenore          | Andrea Nozzari               |
| Teona      | soprano         | Elisabetta Pinotti           |
| Antiloco   | tenore          | Raffaele Ferraro             |
| Duce greco | tenore          | Gaetano Chizzola             |

## Edizioni musicali a stampa
- Nicola Antonio Manfroce, Ecuba: tragedia per musica in tre atti, edizione moderna della partitura con note critiche del revisore, a cura di Domenico Giannetta, Vibo Valentia, Edizioni del Conservatorio di Musica Fausto Torrefranca, Collana editoriale 'Nicola Antonio Manfroce - Le Opere', 2017, pp. xviii+592 - ISMN 979-0-705070-00-2.

- Nicola Antonio Manfroce, Ecuba: riduzione per canto e pianoforte, a cura di Domenico Giannetta, Vibo Valentia, Edizioni del Conservatorio di Musica Fausto Torrefranca, Collana editoriale 'Nicola Antonio Manfroce - Le Opere', 2018, pp. x+325 - ISMN 979-0-705070-01-9.

## Edizioni discografiche
- Gladys De Bellida (Ecuba), Anna Caterina Antonacci (Polissena), Francesco Piccoli (Achille), Dino Di Domenico (Priamo), Silvia Piccolo (Teona), Ezio Pirovano (duce greco), Orchestra filarmonica italiana, coro "Francesco Cilea" di Reggio Calabria, direttore: Massimo de Bernart, Bologna, Bongiovanni, 1992.